# Kanton Dole-Sud-Ouest
Kanton Dole-Sud-Ouest (francouzsky Canton de Dole-Sud-Ouest) je francouzský kanton v departementu Jura v regionu Franche-Comté. Tvoří ho osm obcí.

## Obce kantonu
- Abergement-la-Ronce
- Choisey
- Crissey
- Damparis
- Dole (jihozápadní část)
- Gevry
- Nevy-lès-Dole
- Parcey